# Dimeria chelariensis
Dimeria chelariensis är en gräsart som beskrevs av N. Ravi. Dimeria chelariensis ingår i släktet Dimeria och familjen gräs. Inga underarter finns listade i Catalogue of Life.